# Солт (фільм)
«Солт» (від англ. salt — «сіль») — американський трилер 2010 року, режисера Філліпа Нойса, (сценаристи Курт Віммер та Браян Гелгеленд) — у головних ролях: Анджеліна Джолі, Лев Шрайбер та Чіветел Еджиофор. Джолі виконує роль Евелін Солт, яка обвинувачується російським агентом КДБ, після чого вона тікає для очищення свого імені. Знімання фільму проводили у Вашингтоні; Нью-Йорку та Олбані (Нью-Йорк) з березня по червень 2009 року. Прем'єра фільму в Україні — 29 липня 2010.

## Сюжет
Евелін Солт — одна з безлічі російських шпигунів, ще в дитинстві засланих у Сполучені Штати, батьки якої загинули в автокатастрофі в Росії, а її доставили в іншу країну. Проживши багато років у США і пропрацювавши в російському відділі ЦРУ, зміцнюючи свою легенду і чекаючи команди діяти, — для неї нарешті настає день «Х».
У російський відділ ЦРУ приходить перебіжчик Олег Орлов: він звинувачує її в тому, що вона російська шпигунка, яка повинна прибути до Нью-Йорку і там убити президента Росії, що знаходиться на похоронах віцепрезидента США. Крім того, її чоловік, що багато років тому врятував її в Кореї, безслідно зникає.
Солт тікає, змінює зовнішність, вирушає до Нью-Йорка — і там інсценує смерть російського президента, паралізуючи його павуковою отрутою. Агенти ЦРУ по п'ятах йдуть за нею. Солт вирушає до штабу російських шпигунів, таких же, як вона, і там знову зустрічається з Олегом Орловим, який виявляється її давнім союзником. Мета їх організації — розв'язати ядерну війну і знищити США. На очах Евелін співробітники Олега вбивають її чоловіка, якого вони до цього тримали в полоні.
Солт вбиває Орлова і втікає. Вона зустрічає старого друга Шнайдера, з яким була завербована ще в Росії. Разом вони направляються в Білий дім, в якому Солт повинна вбити Президента США. Вона дізнається, що її старий друг і співробітник, який до останнього захищав її перед агентами ЦРУ, насправді такий же російський шпигун, як і вона. Його завдання — запустити ракети на мусульманські країни, щоб розв'язати ядерну війну і знищити США.
Солт більше не служить Союзу і намагається перешкодити колишньому другові. Він викриває її в тому, що вона не виконала завдання і не вбила Президента Росії, а лише паралізувала його. Її заарештовують, але вона вбиває колишнього соратника. Залишається лише одна людина, яка вірить, що Солт більше не працює на російську розвідку — співробітник ЦРУ, ще один її колишній колега. Він дозволяє їй піти, щоб помститися тим, хто позбавив її всього в житті і вбив її чоловіка.

## У фільмі знімались
- Анджеліна Джолі — Евелін Солт
- Лев Шрайбер — Тед Вінтер, друг та колега Солт
- Чиветел Еджіофор — Пібоді, агент ONCIX, який шукає Солт
- Даніель Ольбрихський — Орлов, російський перебіжчик (дезертир)
- Август Діль — Майкл «Майк» Краус, чоловік Солт
- Олег Крупа — президент Росії Матвєєв
- Гант Блок — президент США Левіс
- Корі Столл — Шнайдер
- Андре Брауер — міністр оборони США
- Майк Колтер — керівник ЦРУ

## Саундтрек
Саундтрек до фільму «Солт» вийшов 20 липня 2010 року суто на iTunes. Музику створив композитор Джеймс Ньютон Говард і вона вийшла на Columbia Pictures Industries, Inc

### Треклист
| Salt - Original Motion Picture Soundtrack | Salt - Original Motion Picture Soundtrack | Salt - Original Motion Picture Soundtrack |
| #                                         | Назва                                     | Тривалість                                |
| ----------------------------------------- | ----------------------------------------- | ----------------------------------------- |
| 1.                                        | «Prisoner Exchange»                       | 4:09                                      |
| 2.                                        | «Escaping The CIA»                        | 5:20                                      |
| 3.                                        | «Cornered»                                | 1:09                                      |
| 4.                                        | «Orlov's Story»                           | 4:43                                      |
| 5.                                        | «Chase Across DC»                         | 6:51                                      |
| 6.                                        | «Hotel Room Preparations/Parade»          | 3:59                                      |
| 7.                                        | «Attack On St. Bart's Cathedral»          | 3:10                                      |
| 8.                                        | «A Dark Goddamn Hole»                     | 1:47                                      |
| 9.                                        | «Taser Puppet»                            | 1:34                                      |
| 10.                                       | «You Are My Greatest Creation»            | 4:13                                      |
| 11.                                       | «Destiny»                                 | 2:22                                      |
| 12.                                       | «Barge Apocalypse»                        | 2:26                                      |
| 13.                                       | «Day X»                                   | 1:37                                      |
| 14.                                       | «I'm Going Home»                          | 2:16                                      |
| 15.                                       | «Eight Floors Down»                       | 2:51                                      |
| 16.                                       | «Arming The Football»                     | 2:11                                      |
| 17.                                       | «Not Safe With Me»                        | 2:27                                      |
| 18.                                       | «You're About To Become Famous»           | 1:38                                      |
| 19.                                       | «Mano A Mano»                             | 1:51                                      |
| 20.                                       | «Garroted»                                | 3:32                                      |
| 21.                                       | «Go Get Em»                               | 3:10                                      |

## Цікаві факти
- Спочатку головну роль у фільмі повинен був зіграти Том Круз, ім'я його героя було Едвін Солт. Згодом його замінили на Джолі, і сценарій був переписаний[2].
- Слоган фільму: «Хто така Солт?» (англ. «Who is Salt?»)